# Georg Nickaes
Georg „Schorsch“ Nickaes  (* 12. Juni 1971 in Bad Reichenhall) ist ein deutscher Bergsteiger und Alpinsportler. Er ist Mitglied der deutschen Nationalmannschaft im Skibergsteigen und dort Aktivensprecher.
Nickaes, der verschiedene Alpinsportarten betreibt, darunter auch Berglauf und Eisklettern, schloss 1994 die Ausbildung zum Heeresbergführer ab und betreibt seit dieser Zeit das Skibergsteigen als Leistungssport. Nachdem er 1999 beim „DIAMIR-Race“ (inoffizielle Deutsche Meisterschaft Skibergsteigen vor der Mitgliedschaft des DAV im ISMC) am Dammkar als bester deutscher Teilnehmer hervorging, wurde er vom Deutschen Alpenverein (DAV) in der Folge für die Teilnahme an internationalen Wettkämpfen in dieser Sportart nominiert und nahm am Europacup, bei Europa- und dreimal bei den Weltmeisterschaften im Skibergsteigen teil. Er nahm mehrfach an der Patrouille des Glaciers teil. Er erreichte 2001 als Mitglied eines Dreierteams bei der Trofeo Mezzalama in der in Italien liegenden Provinz Aosta die beste jemals von deutschen Startern erzielte Zeit.
Bei einer dreitägigen Skitour im Berchtesgadener Land wurde Nickaes und seine zwei Begleiter von einem abgleitenden Schneebrett bis zum Hals verschüttet, konnten sich aber mit eigenen Kräften wieder befreien.
Er ist verheiratet und Vater eines Kindes.

## Sportliche Erfolge (Auswahl)
- 1999: deutsche Bestzeit beim „DIAMIR-Race“
- 2001:
  - bislang deutsche Bestzeit bei der Trofeo Mezzalama (zusammen mit Reithmeier und Robl)
  - 2. Platz beim Mountain Attack Tour-Herren, Saalbach
- 2002: 3. Platz bei den „International Open“, Saalbach
- 2004: 
  - 3. Platz bei der Deutschen Meisterschaft
  - 7. Platz beim Mountain Attack Tour-Herren, Saalbach
- 2005:
  - 5. Platz bei der Deutschen Meisterschaft
  - 3. Platz in der Herrenstaffel (mit Graßl, Klinger, Steurer) bei der Europameisterschaft in Andorra
- 2006: 5. Platz in der Herrenstaffel (mit Steurer, Graßl, Echtler) bei der Weltmeisterschaft in Italien